# Million Dollar Point
A Million Dollar Point Espiritu Santo partjainál található. Ez a hely napjainkban a világ egyik legfelkapottabb merülőhelye, ahol a mélyben teherautók, buldózerek roncsai fekszenek.

## Története
Espiritu Santo a csendes-óceáni Vanuatu szigetcsoport főszigete. Az Új-Hebridákhoz tartozó terület 1906 óta brit–francia közös fennhatóságú terület, gyarmat volt.
A második világháborúban a Pearl Harbor-i eseményeket követően az amerikai kormányzat egy támaszpontot épített fel a térségben.
A japánok Pearl-Harbor-i rajtaütését követően offenzívába kezdtek a környező szigetvilágon is. Az amerikai haderő ennek a japán törekvésnek ellenállva jókora haderőt csoportosított a még szabad szigetekre, így Vanuatura is. A helyi hatvanezres populációhoz képest is hatalmas, százezres létszámmal települt az amerikai hadsereg a szigetre 1942-ben. Voltaképpen a katonai konfliktus a térségben nem sokáig, nagyjából fél évig tartott, ezt követően a fronthatárok messzire távolodtak a szigettől. Mégis, ez a katonai jelenlét komoly változásokat indított el a szigeten.
Az amerikaiak megérkezésük után egy teljesen más kapcsolatot kezdtek kialakítani a helyiekkel, mint ők azt a kolonizáció során megszokták. Sokkal közelebb kerülhettek a fehérekhez, gyakorlatilag hirtelen egyenrangú partnerré emelkedhettek, a kölcsönös segítségnyújtás a mindennapok részévé vált. Segítettek táborokat és létesítményeket építeni, cserébe élelmet, cigarettát, gyógyszert és ajándékokat kaptak.
A britek ezt a közeledést akadályozni próbálták, a helyieket még akkor is megbüntették, ha azok a katonák szemetéből emeltek el valamit, ami számukra hasznos lehetett. Mindent, amit az amerikaiaktól kaptak, megpróbálták elkobozni tőlük. Az amerikaiak a helyi adminisztrációt is együttműködésre alkalmatlannak ítélték, így gyakorlatilag azzal párhuzamos struktúrát (bürokráciát, rendfenntartást) alakítottak ki maguknak.

### A háború után
A háború végén közel kilencmillió tonna felszerelés maradt a szigeten, nagyjából négymilliárd dollár értékben. Mivel a visszaszállítás Amerikába költséges lett volna, és már csak néhány katona maradt a szigeten, és a felszerelés is már évek óta ott porosodott a szigeten, a hadvezetés úgy ítélte meg, hogy nem éri meg mindezt hazaszállítani.
Egyik olvasat szerint az amerikaiak ezek után a készletet felajánlották a sziget közigazgatásának kilogrammonként tíz cent felvásárlási értéken. Azok ezt az ajánlatot elutasították, mert feltételezték, hogy az amerikaiak visszavonulása után az elhagyatott felszereléshez fizetés nélkül is hozzájuthatnak. Ehelyett az amerikaiak elpusztították a felszerelést.
Az amerikai vélekedés szerint ők érzékelték a folyamatos ellenérzést irányukba a gyarmatosítók részéről, és tisztában voltak azzal, hogy ha az értékeiket hátrahagyják, azzal nem a helyieket, hanem egy idejétmúlt struktúrát erősítettek volna, ezért kivonulásukkor inkább a megsemmisítés mellett döntöttek.[forrás?]
Ezt a döntésüket megerősítette az a tény, hogy a gyarmati kormányzat a készletek „diszkontáron” való felvásárlási lehetőségét is elutasította.

### A megsemmisítés
A készletek megsemmisítését az amerikai hadsereg 1945. augusztus és 1947. december között végezte el. Az utazásait megörökítő író, Thurston Clarke így írta le a jelenetet:
„A tengerészek egy tengerparti rámpát építettek, és nap mint nap teherautókkal, terepjárókkal, mentőautókkal, buldózerekkel és traktorokkal hajtottak onnan a csatornába, úgy, hogy a kerekeket szabadon futóra hagyva csak az utolsó pillanatban ugrottak ki a járművekből. A motorblokkok a vízbe éréskor megrepedtek és a járművek sziszegve süllyedtek a mélybe. Néhány tengerész sírt. A vanuatuiak, akik tanúi voltak a vagyon elpusztításának, melyre egyébként a szigetüknek igencsak szüksége lett volna az újjáépítéshez, úgy gondolták, hogy az amerikaiak megőrültek.”